# 세스 롤린스
세스 "프리킨" 롤린스(Seth "Freakin" Rollins, 1986년 5월 28일 ~ )는 본명은 콜비 대니얼 로페즈(Colby Daniel Lopez) 미국의 남자 프로레슬링선수다. 피니쉬는 아바다 케다브라(슈퍼킥), 스카이워커(스탠딩 시라누이), 다이빙 하이 니, 스톰프/커브 스톰프/피스 오브 마인/블랙아웃(런닝 스톰프), 코크스크류 450° 스플래쉬, 킹슬레이어, 패럭시즘(스윙 리프팅 인버티드 DDT), RKO (점핑커터), 갓스 라스트 기프트(피셔맨 수플렉스 플롯-오버 스몰패키지 드라이버), 페디그리(더블 언더훅 페이스버스터), 위스트 락 숏-암 하이 니로 사용을 한다. 키는 6 ft 1 in (185 cm) tall 몸무게는 98kg 217 lb 이다.

## 프로 레슬링 경력
2005년 프로레슬링에 입문을 했고 2012년 11월 18일 서바이벌 시리즈 2012에서 더 쉴드라는 멤버로 등장을 하게 되었다. 그리고 자신이 쉴드 멤버들을 배신하고 2014년 6월~10월까지 딘 앰브로스와 대립하고 2014년 11월 ~ 12월까지는 2014년 12월 ~ 2015년 1월까지는 존 시나와 브록 레스너와 대립하고 2015년 레슬매니아 31에선 랜디 오턴과 경기에서 패배하지만 메인이벤트였던 브록 레스너와 로만 레인즈의 경기에서 WWE 머니 인 더 뱅크의 조항에서 경기를 트리플 쓰렛 매치로 바꾼다음 새로운 WWE 월드 헤비웨이트 챔피언이 된다. 그리고 2015년 4월 ~ 5월까진 랜디 오턴과 대립하고 2015년 5월 ~ 6월까진 딘 앰브로스와 대립하고 2015년 6월 ~ 7월까지는 브록 레스너랑 대립을 했는데... WWE 배틀 그라운드2015에서 브록 레스너와 경기하지만 디 언더테이커가 난입해 노콘테스트로 끝났다. 2015년 7월 ~ 9월까지는 wwe 썸머슬램2015에서는 존시나를 이겨서 WWE U.S 챔피언에 등극하고 2015년 10월 ~ 11월까지는 케인과 대립하다가 11월 라이브 이벤트 도중 부상을 당한다. 그리고 6달 후... wwe 익스트림 룰즈2016에서 복귀한 후... 2016년 5월 ~ 6월까지는 로만과 대립을 했는데... 끝내 WWE 월드 헤비웨이트 챔피언이 됐는데... 끝내 딘이 머니 캐싱을 사용을 하면서 wwe 월드 헤비웨이트 챔피언을 빼앗기고 만다. 2016년 6월 ~ 7월까지는 딘, 로만하고 트리플 쓰렛 매치 중에서 대립을 했지만 끝내 딘이 이기게 되었다. wwe 썸머슬램2016에서 wwe 유니버셜 챔피언쉽을 대결을 하는데... 결과는 핀 베일러가 이기고 만다. 다만 2016년 8월 22일 wwe raw에서 WWE 유니버설 챔피언쉽 컨텐더 매치중에서 새미랑 대결을 해서 이기고 만다. 2016년 8월 29일 WWE Raw에서는 트리플 H가 끝내 페디그리로 당하면서 케빈이 차지하고 만다. (선역 전환후..) 2016년 9월 ~ 11월까는 케빈 오웬스를 대립을 하고 있었으나... 종결한다. 그리고 wwe 로드블록 엔드 오브 더 라인 2016에서 크리스 제리코랑 대결 하면서 끝내 이기고 만다. 2017년 1월 30일 WWE Raw에서 트리플 H에게 덤빌려고 하는 도중 누군가가 난입을 했는데... 바로 트리플 H가 데려온 사모아 조한테 서브미션으로 공격 당한다. 2017년 2월 27일 WWE Raw에서 복귀를 하게 된다. 아직은 트리플 H와의 대결은 확정이 안된 상태지만 2017년 3월 13일 WWE 러에서 트리플 H한테 목발 샷으로 당하고 만다. 이렇게 돼서 2017년 3월 ~ 4월까지 트리플 H대립이 했으나 WWE 레슬매니아33에서는 끝내 이기게 되었다. 그러나 WWE 페이백 2017에서 사모아 조를 롤업으로 이겼으나 다음날 Raw에서 사모아한테 ST조로 당했다. WWE 익스트림 룰즈 2017에서 WWE 유니버셜 챔피언 넘버원 컨텐더 매치 중에서 참가를 했지만 실패를 거둔다. 2017년 6월 ~ 7월에서는 브레이 와이어트랑 대립 중이다가 WWE 그레이트 볼스 오브 파이어 2017에서 지고 만다. 2017년 7월 17일 WWE 러에선 더 미즈를 기다리던 중에 나와서 끝내 예전 실드 멤버를 배신을 하는 사건을 회상하며 사과했다. 그래도 분이 풀리지 않는다면 한대 치라는 말에 딘 앰브로스가 바로 의자를 들었으나 한참을 망설이다가 그냥 링 밖으로 던졌다. 2017년 7월 24일에서 끝내 딘 앰브로스한테 악수를 하자고 했는데... 그러면서 딘 앰브로스가 악수를 하지 않고 아예 가버리고 만다. 그러다가 세자로&쉐이머스가 난입공격 하다가 다시 나타나 그들을 내쫓아내고 둘다 주먹악수로 딘이랑 같이 붙어 다니게 되었다. 2017년 8월 20일 진행되었던 WWE 섬머슬램 2017에서 세자로&쉐이머스 상대로 승리하여 2번째로 RAW 태그팀 챔피언십 벨트를 획득했다. 2017년 10월 2일 WWE Raw에서 더 쉴드라는 악역 태그팀 재결성을 한다. 2017년 11월 6일 WWE Raw에서도 끝내 WWE Raw 태그팀 챔피언 타이틀을 빼앗기고 만다. 2017년 서바이벌 시리즈에서 뉴 데이를 상대 했으나 끝내 승리를 했다. 2017년 12월 25일 WWE Raw에서 부상을 당한 딘 앰브로스의 빈자리를 채우기 위해 대신에 제이슨 조던을 만나게 되면서 WWE Raw 태그팀 챔피언을 세번째로 획득하게 되었다. 2018년 1월 28일 WWE 로얄 럼블 2018에서 더 바를 상대를 했지만 끝내 타이틀을 잃고 만다. 2018년 2월 25일 WWE 일리미네이션 체임버 2018일리미네이션 체임버 매치에 참가를 했으나 실패했다. 그리고 WWE 레슬매니아34에서 더 미즈와 절친 핀 베일러를 상대로 승리를 거두며 생애 첫 인터콘티넨탈 챔피언을 얻게 된다. 이로써 실드 3인방 전원이 트리플크라운과 그랜드슬램을 모두 달성하는 이변을 일으켰다. 그레이티스트 로얄 럼블 2018에서는 페이탈 포 웨이 사다리매치에서 타이틀방어에 성공했다. 그러다가 2018년 5월 ~ 6월까지는 엘라이어스라는 선수와 대립을 하다가 WWE 머니 인 더 뱅크2018에서 타이틀 방어를 했는데... 2018년 6월 18일 WWE Raw에서 돌프 지글러를 상대했지만 결국 타이틀마저 뺏기고 만다. 그리고 WWE 익스트림 룰즈 2018에서 타이틀 도전에 실패했으나 그리고 WWE 썸머슬램 2018에서 통산 2회 인터콘티넨탈 챔피언 벨트를 얻게된다. 2018년 10월 22일 WWE Raw에서 갑자기 앰브로스가 공격을 하는 바람에 쉴드는 해체된다. WWE 서바이버 시리즈 2018에서 나카무라 신스케를 이기고 그리고 드디어 2018년 11월 ~ 12월까지는 자신을 배신 당하던 딘 앰브로스와 대립을 한다. 그리고 WWE TLC 2018에서 끝내 타이틀을 잃게 된다. 2019년 1월 27일 로얄럼블에서 남성부 로얄럼블매치에 참가를 했으나 우승했다. 그리고 2019년 1월 28일 WWE Raw에서 브록 레스너와 대립을 했으나 아직은 잡지 못했다. 페스트 레인 2019에서 레인즈, 앰브로스와 같이 모여서 3vs3 태그팀매치중에서 이겼지만 그러나 2019년 3월 ~ 4월까지 브록 레스너와 대립을 하고 있다가 그럼에도 불구하고 2019년 4월 7일 진행되었던 WWE 레슬매니아 35에서 브록 레스너에게 경기시작 2분만에 이기고 생애 첫 유니버설 챔피언에 등극했다. 2019년 4월 ~ 5월까지 AJ 스타일스랑 대립을 한적도 있었고 게다가 2019년 5월에서는 배런 코빈이랑 대립을 하다가 WWE 슈퍼 쇼다운 2019에서 타이틀 방어를 하고 WWE 스톰핑 그라운즈 2019에서 타이틀 방어를 한다. 그리고 2019년 6월 ~ 7월까지 베키랑 같이 배런, 레이시랑 대립을 했으나 WWE 익스트림 룰즈 2017에서 타이틀을 잃고 그리고 2019년 7월 ~ 8월까지는 브록 레스너와 다시 대립을 했으나 WWE 썸머슬램 2019에서 타이틀을 되찾는다. 2019년 8월 ~ 9월까지 브라운 스트로우먼과 대립을 하다가 2019년 8월 19일 WWE Raw에서 WWE Raw 태그팀 챔피언을 얻고 그리고는 WWE 클래시 오브 챔피언스 2019에서 WWE Raw 태그팀 챔피언을 잃고 나머지는 WWE 유니버셜 챔피언을 방어를 하고 2019년 9월 ~ 10월까지는 브레이 와이어트랑 대립 중이다.그러다가 2019 WWE 크라운 주얼에서 더 핀드 브레이 와이어트와 유니버셜 챔피언십을 걸고 페이탈 포웨이 매치를 치뤘지만 아쉽게 챔피언 벨트를 내준다. 그러나 2019년 11월 25일 WWE Raw에서 악역으로 변하고 그리고 2019년 12월 9일 WWE Raw에서 AOP라는 같이 붙어 다니게 된다. 그러나 2020년 1월 13일 WWE Raw에서 3vs3 스트리트 파이트 매치 중에서 중간에 버디 머피가 있는데 결국은 버디 머피도움으로 연합하게 맺게 되었다. 그리고는 2020년 1월 20일 WWE Raw에서 WWE Raw 태그팀 챔피언을 얻게 되었다. 그리고 WWE 로얄 럼블 2020에서 로얄 럼블 매치중에서 참가를 했으나 실패를 거둔다. 그리고 2020년 2월 3일 WWE Raw에서 WWE 챔피언 넘버원 컨텐더 쓰리플 매치를 참가를 했는데 결국은 끝내 실패를 거둔다. 2020년 2월 17일 WWE Raw에서 스트릿 프로핏츠하고 바이킹 레이더스가 난입을 하는 바람에 이때 피하고 AOP, 머피가 당하는거 봤다. 이때 머피랑 같이 WWE 슈퍼 쇼 다운 2020에서 대결할 예정이다. 그리고 그 후... WWE 슈퍼 쇼 다운 2020에서 방어를 했지만 다음날 2020년 3월 2일 WWE Raw에서 타이틀을 잃게 된다. WWE 일리미네이션 체임버 2020에서 결국은 패배한 뒤 그 후 오웬스에게 스터너를 맞고 뻗는다. 2020년 3월 16일 WWE Raw에서 이번에는 케빈이 도발을 하거나 WWE 레슬매니아 36에서 대결할 예정이다. 2020년 3월에서는 대립은 시작되는 모습이다. 그러나 WWE 레슬매니아 36에서 지고 2020년 4월 ~ 5월까지는 드류랑 대립을 했으나 이미 패배하고 2020년 5월 18일 WWE Raw에서는 이번에는 오스틴 씨어리랑 붙어 다니기 시작을 한다. 그리고 이번에는 2020년 6월 22일 레이 미스테리오라는 대립이 시작된다. 그리고 WWE 익스트림 룰즈 2020에서 이기고 결국은 2020년 7월 21일 WWE Raw에서 도미닉 미스테리오라는 있는데 대립을 하고 WWE 썸머슬램 2020에서 이기게 된다. 다만 WWE 페이백 2020에서는 결국은 2vs2 대결로 끝내 지고 말았다. 그리고 2020년 10월 5일 WWE Raw에서 머피를 공격을 하고 끝내 이렇게 해체되면서 분열로 WWE 스맥다운에서 올 예정이다. 2020년 10월 16일 WWE 스맥다운에서 다니엘 브라이언 공격을 하다가 결국은 당하는 바람에 머피한테도 당한다. 그리고 WWE 서바이버 시리즈 2020에서는 5:5 제거 매치에 참가를 했지만 시큰둥하게 경기를 진행하다가 셰이머스의 브로그 킥에 문자 그대로 대주며 첫 번째로 탈락 당한다. 그리고 휴식을 갖거나 로얄 럼블 2021에서 참가를 했으나 에지한테 탈락 당한다. 그리고 2021년 2월 12일 스맥다운중에서 복귀한다. 베키 린치의 출산으로 자신이 가족이 되었다는 등 선역으로 돌아가려는 암시를 했지만 그런 거 없었고 이전의 메시아일 때와 비슷하게 상대방에 위어 서려는 듯한 깔보는 태도를 유지한다. 이후 선역 바뀌게한 세자로를 공격한다. 세자로의 태그팀 파트너인 나카무라 신스케를 상대로 WWE 패스트 레인 2021에서 맞붙게 되면서 나카무라 신스케 꺾는다. 그러나 2021년 3월 ~ 4월까지 세자로 대립하다가 WWWE 레슬매니아 37에서는 지고 WWE 백래쉬 2021에서 난입하여 공격을 하게 된다.

## 수상
- AIW 인텐스 디비전 챔피언 1회
- AAW 헤비웨이트 챔피언 2회
- AAW 태그팀 챔피언 2회 - 마렉 브레이브 (1회), 지미 제이컵스 (1회)
- FIP 월드 헤비웨이트 챔피언 1회
- IWA 미드 사우스 라이트 헤비웨이트 챔피언 1회
- MCPW 월드 헤비웨이트 챔피언 1회
- NWA 미드웨스트 태그팀 챔피언 1회 (마렉 브레이브)
- PWG 월드 태그팀 챔피언 1회 (지미 제이컵스)
- ROH 월드 챔피언 1회
- ROH 월드 태그팀 챔피언 2회 (지미 제이컵스)
- FCW 플로리다 헤비웨이트 챔피언 1회
- FCW 15 챔피언 1회
- FCW 플로리다 태그팀 챔피언 1회 (리치 스팀보트)
- 1대 FCW 그랜드 슬래머
- 6대 FCW 명예의 전당
- NXT 챔피언 1회
- WWE 챔피언 2회
- WWE 월드 헤비웨이트 챔피언 (신 버전) 2회
- WWE 유니버셜 챔피언 2회
- WWE 인터콘티넨탈 챔피언 2회
- WWE RAW 태그팀 챔피언 6회 - 로만 레인즈 (1회), 딘 앰브로스 (2회), 제이슨 조던 (1회), 브라운 스트로우먼 (1회), 버디 머피 (1회)
- WWE 유나이티드 스테이츠 챔피언 2회
- WWE 머니 인 더 뱅크 우승자 (2014년, 2025년)
- 2019년 WWE 로얄 럼블 우승자
- WWE 29번째 트리플 크라운
- WWE 19번째 그랜드 슬램